# Dvoštitka
Dvoštitka (mahunka, mohunik; lat. Biscutella), rod trajnica iz porodice krstašica od oko 40 ili više vrsta zeljastog bilja i manjeg grmlja iz Sredozemlja i Srednje Europe, i dalje u dijelovima Azije, od Turske do Irana i Arapskog poluotoka i sjevernoj Africi.
U Hrvatskoj postoje tri vrste glatka (B. laevigata), dvojna (B. didyma) i dlakava dvoštitka (B. cichoriifolia). 

## Vrste
1. Biscutella alcarriae A.Segura
2. Biscutella alireza-dadjua Parsa
3. Biscutella ambigua DC.
4. Biscutella apuana Raffaelli
5. Biscutella arvernensis Jord.
6. Biscutella atropurpurea Mateo & Figuerola
7. Biscutella auriculata L.
8. Biscutella bilbilitana Mateo & M.B.Crespo
9. Biscutella boetica Boiss. & Reut.
10. Biscutella brevicalcarata (Batt.) Batt.
11. Biscutella brevicaulis Jord.
12. Biscutella brevifolia (Rouy & Fouc.) Guinea
13. Biscutella calduchii (O.Bolòs & Masclans) Mateo & M.B.Crespo
14. Biscutella caroli-pauana Stübing, Peris & Figuerola
15. Biscutella cichoriifolia Loisel.
16. Biscutella conquensis Mateo & M.B.Crespo
17. Biscutella controversa Boreau
18. Biscutella coronopifolia L.
19. Biscutella depressa Willd.
20. Biscutella didyma L.
21. Biscutella divionensis Jord.
22. Biscutella dufourii Mateo & M.B.Crespo
23. Biscutella ebusitana Rosselló, N.Torres & L.Sáez
24. Biscutella eriocarpa DC.
25. Biscutella flexuosa Jord.
26. Biscutella fontqueri Guinea & Heywood
27. Biscutella frutescens Coss.
28. Biscutella glacialis (Boiss. & Reut.) Jord.
29. Biscutella gredensis Guinea
30. Biscutella guillonii Jord.
31. Biscutella hozensis Mateo & M.B.Crespo
32. Biscutella incana Ten.
33. Biscutella intermedia Gouan
34. Biscutella laevigata L.
35. Biscutella lamottei Jord.
36. Biscutella lusitanica Jord.
37. Biscutella lyrata L.
38. Biscutella marinae M.B.Crespo, Mateo & Solanas
39. Biscutella maritima Ten.
40. Biscutella mediterranea Jord.
41. Biscutella mollis Loisel.
42. Biscutella morisiana Raffaelli
43. Biscutella neustriaca Bonnet
44. Biscutella pichiana Raffaelli
45. Biscutella prealpina Raffaelli & Baldoin
46. Biscutella pseudolyrata A.Vicente, M.Á.Alonso & M.B.Crespo
47. Biscutella raphanifolia Poir.
48. Biscutella rotgesii Foucaud
49. Biscutella scaposa Sennen ex Mach.-Laur.
50. Biscutella sclerocarpa Revel
51. Biscutella segurae Mateo & M.B.Crespo
52. Biscutella sempervirens L.
53. Biscutella turolensis Pau ex M.B.Crespo, Güemes & Mateo
54. Biscutella valentina (L.) Heywood
55. Biscutella variegata Boiss. & Reut.